# Alain Olive
Pour les articles homonymes, voir Olive (homonymie).
Alain Olive est un syndicaliste français né le 30 janvier 1950, secrétaire général de l'Union nationale des syndicats autonomes de 1994 à 2011.

## Biographie
Son enfance se déroule à Millas (Pyrénées-Orientales) où son père est agriculteur, viticulteur et commerçant, sa mère étant décédée lorsqu'il avait 4 ans. Il devient pensionnaire à l’âge de 7 ans afin de suivre ses études primaires et secondaires, et ce jusqu’au baccalauréat : « C’est peut-être là que j’ai acquis le sens du collectif ». 
Doté d'un gabarit de poids léger, il pratique cependant passionnément le rugby : « Chez nous, c’était aussi naturel que de pouvoir marcher. Sans trop en faire à ce sujet, je pense que c’est un sport assez étonnant. Tout le monde peut pratiquer le rugby : grands, gros, petits, maigres… Et c’est une formidable école de courage. On ne peut pas y jouer la trouille au ventre ».
Titulaire d'une maîtrise de droit public, Alain Olive devient professeur d’économie et de gestion, au lycée de Montgeron (Essonne) : « Je travaillais dans un centre dépendant du lycée, qui accueillait des adolescentes fortement handicapées. C’était à la fois dur et joyeux. Certaines jeunes filles se savaient condamnées. Mais nous devions chaque jour être dans un état d’esprit extrêmement positif, et pour elles, et pour nous », puis il est nommé à Corbeil, à Créteil et enfin à Perpignan. 
Enseignant du second degré long, il adhère au SNES, alors adhérent de la Fédération de l'Éducation nationale (FEN), mais milite au sein de la tendance réformiste Unité Indépendance et Démocratie, minoritaire dans le SNES, mais majoritaire dans la FEN. 
En 1990, il rejoint l'équipe nationale de la FEN comme conseiller juridique. En 1992, lorsque le SNES est exclu de la FEN, il adhère naturellement au Syndicat des enseignants (SE-UNSA). En 1993, il devient secrétaire national de la FEN, au côté de Jean-Paul Roux, responsable du secteur « revendications » de la FEN. Mais la démission de Martine Le Gal, battue lors des élections internes au Bureau national de la FEN lors du congrès de Tours va changer la donne: le 24 mars 1994, Alain Olive est élu secrétaire général de l'UNSA. 
Il a été réélu à ce poste lors des congrès de l'UNSA d'Issy-les-Moulineaux (1998), de Lille (2002), Nantes (2005) et Pau (2009), après y avoir annoncé qu'il n'ira pas à la fin de son mandat. Au Bureau national de l'UNSA du 26 janvier 2011, l'information est donnée officiellement. 
Son successeur est élu au Conseil national des 16 et 17 mars 2011. Soutenu par Alain Olive, Luc Bérille, membre du secrétariat national de l'UNSA, est depuis cette date le nouveau secrétaire général de l'UNSA,.
Devenu secrétaire général par l'effet des circonstances en raison du retrait de Martine Le Gal, Alain Olive a pris les rênes d'un cartel de cinq organisations dont la majorité relevaient de la fonction publique ou du secteur public.

## Publications
- Qu'est-ce que l'UNSA ? Alain Olive, l'Archipel, Paris, 2002, Col. L'information citoyenne, Poche: 128 pages  (ISBN 978-2841874316)

## Distinction
Il est nommé chevalier de la Légion d'honneur le 14 juillet 2011.